# SETI协会
SETI协会是一家非营利性组织，旨在“探索、理解并解释宇宙中生命的起源、特性和传播”。SETI即“搜尋地外文明計劃”。其中一个计划是利用无线电和光学望远镜搜索外星智能生命有意发出的信号。其他卡尔萨根中心从事的宇宙生命研究包括地外行星的搜索、火星和太阳系其他天体上的潜在生命、星系的适居性等。
新华社称本协会为搜寻外星文明研究所。